# Аманор і Ванатур
Амано́р і Ванату́р (вірм. Ամանոր — «Новий Рік») і Ванатур (вірм. Վանատուր — «Приютодатель»), у вірменській міфології божества нового року, пов'язані з культом родючості. Аманор приносить перші плоди нового року (починався по давньовірменським календарем в серпні), Ванатур дає притулок численним учасникам новорічних свят (влаштовувалися в Багавані, поблизу сучасного міста Диядин на території Туреччини). Пережитки культу Аманора і Ванатура збереглися до XX ст. Вони простежуються в хвалебних піснях про «Нубаре» («новий плід»). Згідно з думкою деяких дослідників (Н. Емін), Ванатур — лише синонім Аманора, а не власне ім'я окремого божества.

## Ресурси Інтернета
- История Армении
- [недоступне посилання з серпня 2019]